# Cirsium racemiforme
Cirsium racemiforme là một loài thực vật có hoa trong họ Cúc. Loài này được Ling & C.Shih mô tả khoa học đầu tiên năm 1984.